# نادي الكوكب المراكشي
نادي الكوكب الرياضي المراكشي لكرة القدم هو نادي رياضي مغربي من مدينة مراكش. تأسس عام 1947 من طرف المؤسس الفعلي الحاج إدريس الطالبي، لونه الرسمي هو الأحمر تيمنا بلقب المدينة حيث تُلقَّب بمراكش الحمراء. يثير الاستغراب، أن الكوكب المراكشي خلق من جديد في عجالة، ففي سنوات قليلة أصبح الفريق يملك مقومات النادي الكبير، من خلال وضع تقاليد تسييرية مضبوطة وناجحة. واستطاع احتلال موقع استراتيجي في الجانب المالي، إذ استفاد من عدة قطاعات عمومية وشبه عمومية، خاصة من خلال إبرام اتفاقيات الشراكة والاحتضان، مع عدة شركات ومؤسسات شبه عمومية. وتجدر الإشارة إلى أن الكوكب المراكشي يعد أول فريق مغربي يدخل تجربة الاستفادة من اللوحات الاعلانية بملعبه، وكان ذلك في موسم 86-87، قبل أن تحذو الفرق المغربية حذوه.
مع تسعة ألقاب، يعد نادي الكوكب المراكشي خامس أكثر الأندية نجاحًا وتتويجا في المغرب بعد الوداد الرياضي، والجيش الملكي، والرجاء الرياضي، والمغرب الفاسي. وقد شارك النادي مرتين في كأس العرب للأندية الأبطال عامي 1988 و1989، وفي عام 1996 فاز بكأس الاتحاد الافريقي.

## تاريخ النادي
بتاريخ 20 شتنبر 1947 بمراكش أشرف على تأسيس الكوكب وطنيون غيورون صاغوا شاكلة المكاتب المسيرة للفريق وتحملوا المسؤولية بكل صدق وتفان وحب، منذ تأسيسه عام 1947 كامتداد لفريق النجاح أحد أبرز فرق الأحياء المراكشية إبان الحماية والذي تأسس في بداية الأربعينيات تحت إشراف الحاج إدريس الطالبي ويعتبر النجاح الفريق الأم والشرارة الأولى لفريق الكوكب الذي أعيد تأسيسه سنة 1947 من طرف نفس الشخص الحاج إدريس الطالبي بمساعدة السيد إدريس بن شقرون الذي كلف بمهمة رئاسة المكتب المسير للنادي آن ذاك، حيث تم تحويل عناصره إلى هذا الكيان الرياضي المغربي الجديد والصرف الكوكب الذي ضم أيضا لاعبين آخرين ينتمون لفرق حرة أخرى محلية كالإتحاد وغيره، وفي فترة زمنية قصيرة أصبح فريق الكوكب يضم أنواعا رياضية أخرى مثل كرة السلة وغيرها وعلى مستوى مقرات النادي شكل حي المواسين أول محطة في هذا الإطار، لتتلوها بعد ذلك مقرات أخرى بعرصة المعاش وغيرها انتهاء بمنطقة جليز التي تضم اليوم ومنذ سنوات عديدة ناديا بمواصفات حديثة وعصرية.

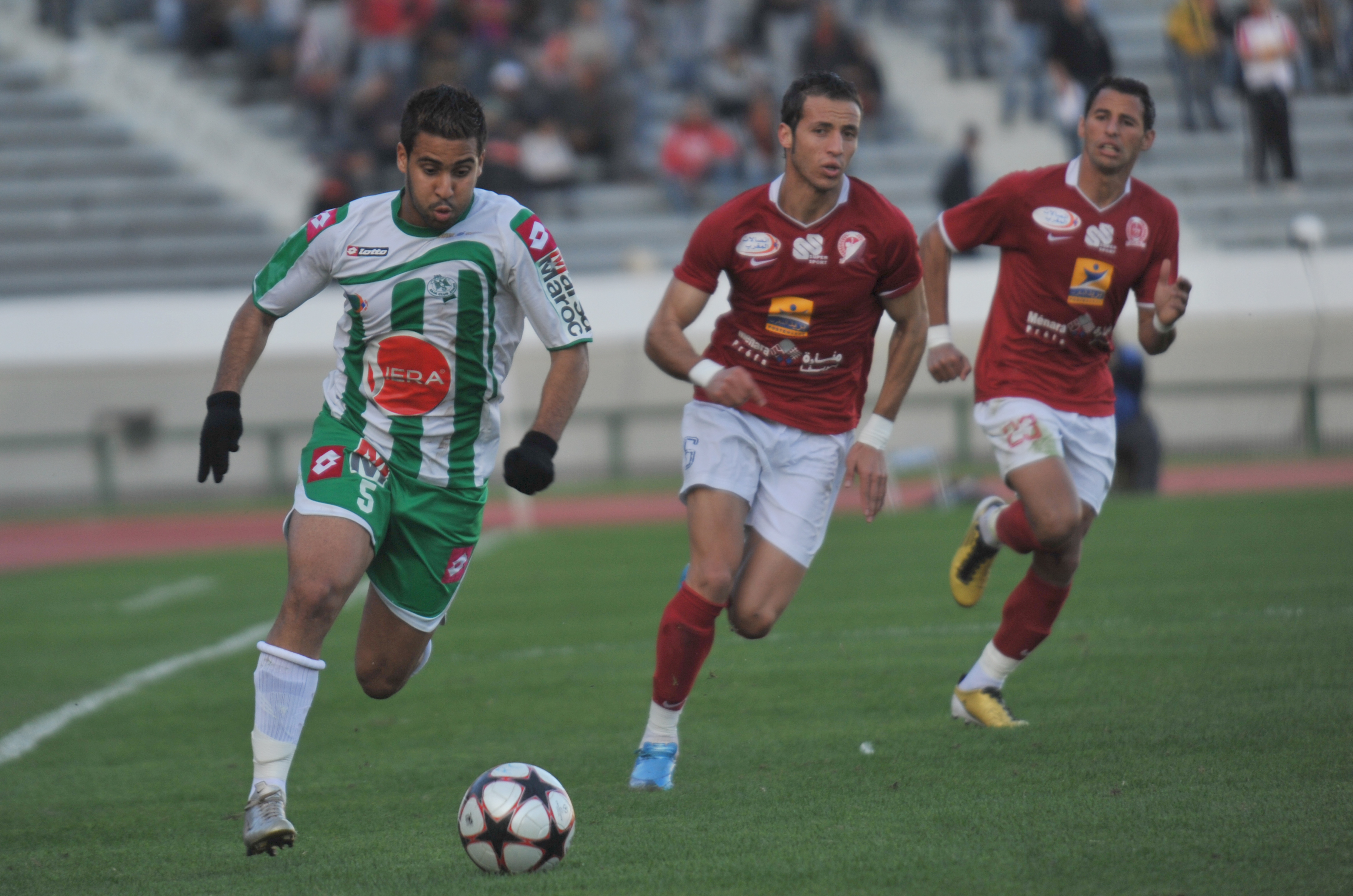
لاعبو الكوكب المراكشي يحاولون إيقاف مهاجم الرجاء الرياضي (2009)

واهتم نادي الكوكب المراكشي بفكر الاستثمار وإنتاج فضاءات استثمارية لولوج بوابة العقار من خلال إنجاز مركب عقاري تجاري وسياحي أطلق عليه اسم مركز كوكب (kawkab center)، يحيط بملعب الحاج العربي بنمبارك. واستغرق بناء هذا المركب ثلاث سنوات، قبل أن يخرج على شكل تحفة معمارية توحد فيها الإبداع مع التصور الهندسي، مشكلا محورا تجاريا متفردا داخل واحدة من أهم المناطق التجارية بمراكش، إذ يضم ناديا تجاريا كبيرا وعدة مطاعم ومقاهي، إضافة إلى مجموعة مكاتب إدارية وسياحية، وقاعات للألعاب ومستودعات الملابس. ووفر هذا المشروع الاستثماري عوائد مالية قدرت قيمتها بأزيد من 13مليون درهم سنويا كانت وراء تخفيف نسبي لعبء ميزانية التسيير والتدبير.

## ملاعب النادي

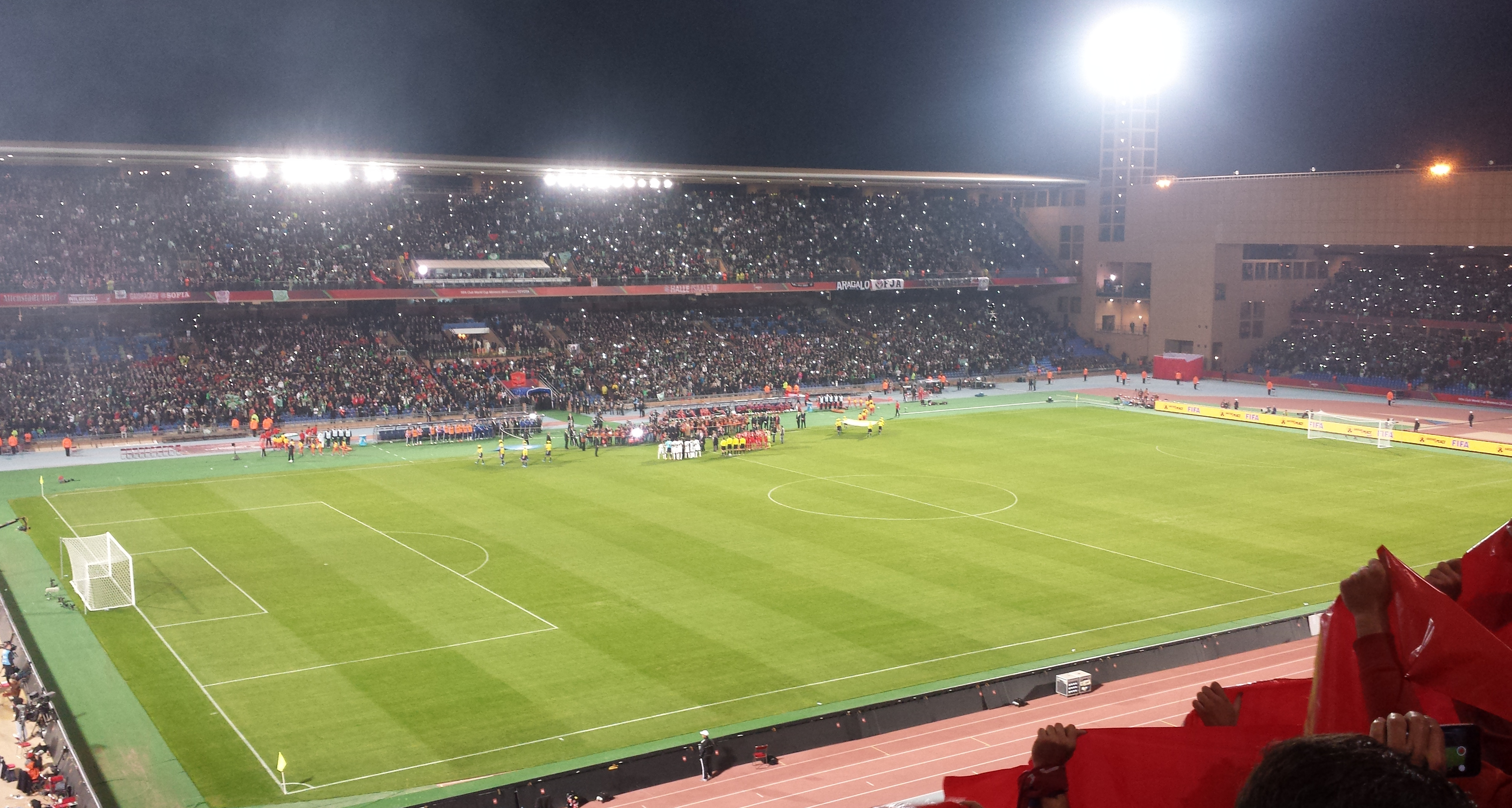
ملعب مدينة مراكش

- ملعب الحارثي : تتوفر المدينة والكوكب المراكشي حاليا على ملعب الحارثي الذي يسع 25.000 متفرج.
- ملعب مدينة مراكش الجديد : السعة الخالصة (دون احتساب المنصة الشرفية والصحافة) 61.000 مقعد مرقم. انطلقت الأشغال في شتنبر 2003. يتم بناء ملعب المدينة والكوكب المراكشي الجديد الذي خصص له مبلغ 480 مليون درهم (48 مليون أورو). وقد صرح السيد غلاب وزير التجهيز بهذا الخصوص: «لقد تحققنا من تاريخ بداية الأشغال لكي تكون قد انطلقت قبل زيارة وفد الفيفا للمغرب». يبعد عن وسط المدينة ب 11 كلم وعن المطار ب 14 كلم وعن محطة القطار ب 11 كلم ويتوفر على 16 بابا للدخول والخروج ومدخل شرفي، موقف السيارات بالنسبة للمتفرجين بتسع لـ 7500 سياراة وهو يحيط بالملعب. سعته الإجمالية هي 45660 مقعدا شخصيا، منها 9900 مقعد مغطى·· و180 مقعدا للأشخاص المعاقين، يتوفر على مركز للصحافة مساحته 1000م مربع وقاعة للمقابلات الصحفية مساحتها 30م مربع يتوفر الملعب على مركز للعلاج، وكذا لتقديم الإسعافات الأولية وعلى 4 غرف للتمريض· يتوفر على شاشة ضخمة مساحتها 100 متر مربعا.

## عهد الحماية
كانت الفرق الرياضية التابعة للعصبة الرياضية لكرة القدم خلال عهد الحماية تمارس ضمن الأقسام التالية:
- القسم الشرفي "honneur"
- القسم ما قبل الشرفي" Pré-Honneur"
- القسم الأول " 1er Division" الذي تم إنشاؤه سنة 1951
- القسم الجهوي"Promotion" الذي كان مقسما إلى أربعة أشطر جهوية: الشمال، الغرب، الشاوية والجنوب ومنذ بروزه في عام 1947 ودخوله لعالم الكرة ظل الكوكب يتسلق الدرجات من قسم إلى آخر بانبهار، ويتألق في مختلف البطولات بقوة وانتظام.

اصطدمت فعاليات الكوكب بعدة مؤامرات ومعوقات فعلى سبيل الذكر لا الحصر قام المستعمر الفرنسي بخلق خصم للكوكب المراكشي تمت تسميته فريق الهلال قصد مضايقته والحد من تطلعاته النضالية والرياضية، وفي خلال أحد المواسم تأتت للفريق المراكشي فرصة للصعود وبينما كان متقدما في لقاء حاسم على فريق«الكاليا» من البيضاء بحصة 1ـ0 أعلن الحكم بشكل مفاجئ خلال الدقائق الأخيرة عن توقف المباراة بدعوى أنه يحس بآلام وصداع في رأسه.و كان هذا المبرر غير المقنع سببا في إعادة اللقاء وهزم الكوكب وبالتالي حرمانه من صعود مشروع، ورغم افتعال مثل هذه المبررات الواهية لم يتمكن أحد من هرم الشعور والعزائم القوية المصرة على مواصلة المسيرة الرياضية للفريق
فتحية رياضية مرفوقة بفائق الاحترام والتقدير لهؤلاء الأشخاص المراكشيين الذين ساهمو بفعالية لما وصل له الفريق الآنو في مقدمتهم الرئيس المؤسس ادريس بنشقرون، الطيب السفياني العسال، حسن بنشقرون، بنسالم أغرابي، بوبكر بنونة، عبد الله المنبهي، عبد السلام الزرهوني، محمد البوكيلي، محمد بن أحمد، ادريس الطالبي، بناني، ادريس الشرايبي...[بحاجة لمصدر]

## مسار الكوكب المراكشي منذ الاستقلال
يمكن تقسيم مسار الكوكب المراكشي منذ نشأته لحد الآن إلى ثلاث فترات متباينة ابتدأت بالعصر الذهبي "1956/1969"
فمنذ بزوغ فجر الاستقلال وبعد صعوده للقسم الأعلى الذي تم إنشاؤه سنة 1956 من طرف اللجنة المؤقتة لتسيير شؤون كرة القدم المغربية برئاسة الحاج عمر بوستة والذي جاء بعد فوزه بمبارتي السد جمعته الأولى مع فريق مراكشي آخر يحمل اسم حسنية القصبة والمبارة الثانية مع فريق العدل الرباطي وبذلك يكون الكوكب المراكشي من أول الفرق الوطنية الصاعدة للقسم الأعلى والذي أمضى فيه الكوكب المراكشي موسما موفقا احتل خلاله الصف الثاني وراء فريق الوداد البيضاوي الذي تأتى له شرف الفوز بلقب أول بطولة وطنية موسم 56/57
ومع توالي الأعوام واصل الفريق مسيرته المظفرة في تقديم صور ناصعة ولوحات إبداعية إذ واحتل المراتب الأمامية في مواسم عدة ولم تكن الفرق المتوجة في راحة أمام هذا المارد المراكشي إلا أن الحظ لم يسعفه إلا مرة واحدة كانت في موسم 57/58 بعكس مشاركاته في كأس العرش والتي كانت قوية وظلت إنجازاته تشغل بال المتتبعين وتدعو الجمهور إلى الارتياح والاعتزاز حيث وصلت ثلاث مرات إلى نصف النهاية«57,58 و60» وفي موسم 61/62 كان موعد الكوكب مع أول نهاية خسرها أمام صاحب الاختصاص آنذاك مولودية وجدة وفي أول سابقة في تاريخ كأس العرش فاز الكوكب بالكأس ثلاث سنوات متتالية 63/64/65.[بحاجة لمصدر]
الفترة الثانية امتدت ما بين 1968ـ1984 يمكن أن نسميها فترة المد والجزر عرف خلالها الكوكب تراجعا واضحا ونتائج سلبية سواء في البطولة أو كأس العرش حيث لوحظ غياب قطع غيار بسبب تقدم ألمع النجوم في السن وإحالة بعضهم على المعاش الكروي إضافة إلى التحاق آخرين بفرق وطنية أخرى وأمام محدودية اللاعبين المتميزين وغياب العناية بالفئات الصغرى وعدم إعطاء الفرصة للاعبين شباب في إدماجهم تدريجيا حتى يتأقلمو مع الممارسة ويكونو خير سلف لخير خلف وجد الفريق نفسه أمام حسابات ورطته في فخ النزول بسبب نتائجه السلبية وكان موسم 67/68 موعد مع أول كبوة للقسم الثاني ومع أول شطر من قصيدة الأحزان وكانت الفترة الممتدة بين 1968 و1984 عبارة عن مسلسل من الصعود والنزول للقسمين الأول والثاني دون أي لقب يذكر لا على مستوى البطولة ولا كأس العرش الذي كان حضوره فيه باهتا بحكم انشغالاته المستمرة بهدف الصعود والصراع من أجل البقاء بقسم الصفوة، وإليكم المراتب التي حققها الكوكب وكذا سنوات نزول ومدة مكوثه بالقسم الثاني. واتضح ان فريق الكوكب بلغ في هذه الفترة أقصى درجة من التدني والضياع وتحول من فضاء ساحر إلى مجرد فراغ مهول لكنه وخلال سنة 1984 عرف الكوكب ولادة جديدة وكان موعده مع منعطف تاريخي لايزال المراكشيون يذكرونه بالتأكيد حيث أقيم جمع عام بقيادة السيد محمد المديوري وكان هذا الجمع مناسبة للبحث عن مخرج سليم من الوضعية الشاذة للفريق فتمت إعادة هيكلة فريق الكبار وتمكن الفريق من العودة لقسم الصفوة بقوة ونجاح وتم الانفتاح على رياضات أخرى والاهتمام بعملية توسيع وتمدد الفروع وذلك بالبحث عن أنجع الوسائل لضمان دخل مالي يساهم دي تحقيق برامج واحتلال مراتب فكان الفريق الأول في المغرب الذي تعامل مع الإشهار في موسم 86/87
وأبرم العديد من اتفاقيات الشراكة والاحتضان مع المؤسسات والشركات مثل: بريد المغرب، دولي دول، شركة أسمنت مراكش، فولفو، الشركة المغربية للملاحة البحرية، دون أن ننسى اللوطو من حيث التجهيز وألبسة الفريق.[بحاجة لمصدر]
كما تم ولج فضاء الاستثمار وأنجز مركب عقاري تجاري وسياحي يحيط بملعب الحاج العربي بنمبارك هذا الشروع الذي كان يملأ الخزينة بحوالي 130 مليون سنتيم سنويا، وكسائر الفرق الطموحة عمل الكوكب على إنشاء مركز للتكوين بحي باب دكالة على مساحة 3 هكتارات يضم 3 ملاعب معشوشبة ومكاتب إدارية، قاعة للاجتماعات، قاعة للتمريض، 4مستودعات للملابس مع الحمامات.[بحاجة لمصدر]
وخلال سنة 1996 حقق النادي إنجازا مهما تمثل في إنشاء المركب السكني «دار الكوكب» للإيواء والتغذية بالمركب الرياضي بسيدي يوسف يتكون من طابقين ويحوي 22 غرفة.دون أن ننسى ملعب العربي بنمبارك الذي يضم مقر النادي مجهز بشكل عصري والذي تتواجد به إدارة تسسييرية متكاملة من مكتب خاص بالكتابة والاستقبالات، مكتب الرئيس، الكتابة العامة، الأمانة المالية، مكتب لمدير النادي وقاعة الاجتماعات بالإضافة إلى خزانة تجسد متحفا غنيا يحوي على مختلف الكؤوس والجوائز وألقاب النادي.[بحاجة لمصدر]
فاز الكوكب بلقب كأس العرش ثلاث مرات متوالية "63,64,65" مما خول له حق الاحتفاظ باكأس بصفة نهائية.لكنه لم يتسلم التحفة إلا بعد مرور مدة عشرين سنة، أي بعد حلول العهد الجديد بقيادة السيد محمد المديوري برسم الدورة الأخيرة لموسم 58/57 سافر فريق الكوكب إلى مدينة آسفي لإجراء لقائه الأخير ضد الاتحاد المحلي.لكن اللاعب بومعزة لم يرافق زملاءه في صباح يوم المباراة موعد السفر بسبب فاجعة وفاة ابنته البكر في ذلك الصباح.ولعل الذي لم يكن في الحسبان، هو أن هذا الللاعب وبعد أن أتم مراسيم دفنن ابنته تأبط حذاه وأمتعته وتوجه إلى آسفي حيث وجد فريقه يقوم بحركات تسخينية وباعتباره عنصرا أساسيا تنفس أصدقاؤه الصعداء ليشاركهم في المباراة التي آلت نتيجتها لصالح المراكشيين ب 1ـ0 وبالتالي ضمان التتووج والظفر بأول لقب في تاريخ الكوكب.[بحاجة لمصدر]

## إنجازات النادي

### سجل بطولات النادي
|  | البطولات               | عدد الألقاب | سنوات الألقاب                      |
|  | ---------------------- | ----------- | ---------------------------------- |
|  | الدوري المغربي الممتاز | 2           | 1958، 1992                         |
|  | كأس العرش              | 6           | 1963، 1964، 1965، 1987، 1991، 1993 |
|  | كأس الاتحاد الأفريقي   | 1           | 1996                               |

 بالإضافة إلى بطولتين وديتين هما لقب بطولة مونريال الدولية بكندا سنة 1992 ولقب المسيرة الخضراء بالمغرب سنة 1984.

### السجل الوطني
في منافسات البطولة الوطنية تمكن فريق الكوكب المراكشي من الفوز بلقبين اثنين 57/58 و91/92 وكان قاب قوسين أو أدنى من الظفر بألقاب أخرى في بعض المناسبات التي اكتفت بمنحه لقب وصيف البطل وعلى صعيد كأس العرش فاز باللقب 6 مرات وكان له السبق بالفوز 3 مرات متوالية أعوام 63/64/65 وخلال العهد الجديد أضاف ثلاث كؤوس أخرى 87/91/93 كما لعب نهايتين وانهزم فيهما 62 و97، واحتل مركز الوصافة في كأس السوبر المغربي سنة 1963.

### السجل القاري
على المستوى القاري كان الكوكب حاضرا سنة 1993 من خلال أول مشاركة له برسم كأس إفريقيا للأندية البطلة التي أقصي منها في دور الثمن على يد «أشانتي كوتوكو» الغيني.لكنه في سنة 1996 قام بجولة بلا خطأ محرزا لقب كأس الكونفدرالية الإيفريقية عن جدارة واستحقاق بقيادة المدرب عبد القادر يومير وفاز في النهاية على النجم الساحلي التونسي، في حين لم يسبق له أن شارك في كأس الكؤوس

### السجل العربي
تمكن فريق الكوكب المراكشي من التأهل لنهائيات البطولة العربية للأندية ثلاث مرات وكانت مشاركاته مشرفة رغم تعثراته في الدور الأول

### السجل الدولي
فاز فريق الكوكب المراكشي بتظاهرتين ذات طابع دولي الأولى أقيمت بالمغرب سنة 1984 بمناسبة ذكرى المسيرة الخضراء وشارك فيها بالإضافة للكوكب كل من الجيش الملكي والوداد البيضاوي وفريق برازيلي.و تمكن الكوكب من الفوز بالبطولة بعد فوزه على الجيش الملكي في نصف النهاية وتغلبه في النهاية على الفريق البرازيلي بهدف اللاعب عبد الرحيم غافيل.
وفي دوري أقيم بمونريال بكندا سنة 1992 وبمشاركة 8 فرق من 8 دول وهي إيطاليا، كولومبيا، بولونيا، كندا، روسيا، السالفادور، اليونان والمغرب الممثل بفريق الكوكب المراكشي تمكن الكوكب المراكشي بالفوز باللقب بعد احتلاله المركز الأول في مجموعته المكونة من 4 فرق من خلال فوز، تعادل وهزيمة ليمر إلى نصف النهاية وفاز على الفريق الكولومبي الذي كان يلعب بصفوفه الساحر «فالديراما» وفي لقاء النهاية ثأر من هريمته امام الفريق اليوناني في الدور الأول وفاز عليه بحصة 3ـ1 ليضمن بذلك اللقب بقيادة المدرب الوطني عبد الخالق اللوزاني بمساعدة عمر الشجعي.